# Ahmed Kathrada

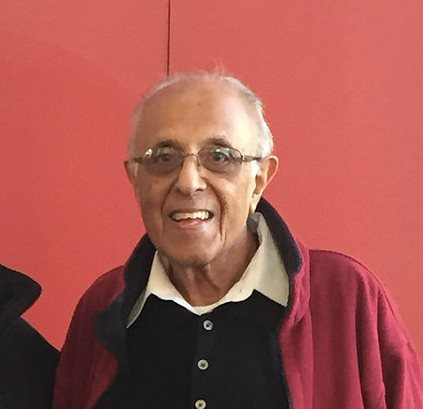
Ahmed Kathrada, 2006

Ahmed Mohamed Kathrada (* 21. August 1929 in Schweizer-Reneke, Transvaal; † 28. März 2017 in Johannesburg; Spitzname Kathy) war ein südafrikanischer Politiker und Gegner der Apartheid. Er zählte zu den führenden Mitgliedern des African National Congress (ANC) und war ein Weggefährte von Nelson Mandela und Walter Sisulu.

## Leben

### Jugend und erste politische Aktivitäten
Kathrada wurde im westlichen Transvaal im Gebiet der heutigen Provinz Nordwest geboren. Seine Eltern waren indische Einwanderer. Den Beginn der Schulzeit erlebte Kathrada in einer Bildungseinrichtung seines Geburtsortes für schwarze Schüler. Seine weitere schulische Ausbildung erhielt er an einer Internatsschule in Johannesburg, da es in seiner Heimatregion aufgrund der Rassentrennung keine weiterführenden Schulen für indischstämmige Schüler gab. In Johannesburg wurde er von Führern des Transvaal Indian Congress wie Yusuf Dadoo beeinflusst. Bereits mit zwölf Jahren besuchte er Veranstaltungen der Young Communist League of South Africa, der Jugendorganisation der Communist Party of South Africa (CPSA, später SACP). Zwei Jahre später trat er in die Partei ein und kam bei seiner Mitarbeit in näheren Kontakt mit Ruth First. Im Kampf gegen den Pegging Act, mit dem indische Kaufleute benachteiligt wurden, teilte er 1941 unter anderem Flugblätter aus. In der Frühphase des Zweiten Weltkriegs engagierte er sich in der Antikriegskampagne der Non-European United Front und für die Kommunistische Partei Südafrikas. Mit 17 Jahren, im Jahr seines Schulabschlusses an der Johannesburg Indian High School, verließ er wegen des politischen Engagements vorzeitig die Schule und erhielt eine Anstellung beim Transvaal Passive Resistance Council (etwa: Transvaal-Rat für passiven Widerstand), der gegen den Asiatic Land Tenure and Indian Representation Act (etwa: Gesetz für Landbesitz von Asiaten und politische Vertretung von Indern) kämpfte. Sein Matric komplettierte Kathrada erst 1949. Mit diesem Gesetz, das den Pegging Act verschärfte, wurde unter anderem festgelegt, in welchen Gebieten Südafrikas Inder leben und Handel treiben durften. Er wurde für einen Monat inhaftiert und wurde kurz darauf Generalsekretär des Transvaal Indian Youth Congress. In den 1940er Jahren lernte er führende Mitglieder der ANC Youth League wie Nelson Mandela und Walter Sisulu kennen.
Kathrada begann ein Studium an der University of the Witwatersrand in Johannesburg, brach es aber später ab, um sich seinen politischen Aktivitäten zu widmen. 1951 war er Delegierter des Transvaal Indian Youth Congress bei den Weltjugendfestspielen in Ost-Berlin. Anschließend blieb er neun Monate in Budapest, um in der Zentrale der Weltbundes der Demokratischen Jugend zu arbeiten. Er besuchte auch das Konzentrationslager Auschwitz.
In den 1950er Jahren näherten sich der South African Indian Congress und der ANC an. Kathrada nahm 1952 an der Defiance Campaign teil und wurde zusammen mit Mandela, Sisulu und anderen zu einer Bewährungsstrafe verurteilt. Er wurde gebannt. Er brach den Bann mehrfach und wurde dafür zu Haftstrafen verurteilt. Er war ab 1956 einer der 156 Angeklagten im Treason Trial. Wie alle Angeklagten wurde er 1961 vom Vorwurf des Landesverrats freigesprochen. Nach dem Verbot des ANC 1960 setzte er seine Aktivitäten fort. 1962 wurde er unter Hausarrest gestellt; Anfang 1963 ging er in den Untergrund.

### Teilnahme am bewaffneten Widerstand, Haftzeit und Post-Apartheid-Aktivitäten
Am 11. Juli 1963 wurde Ahmed Kathrada mit mehreren ANC-Mitgliedern in der südafrikanischen Zentrale des bewaffneten Arms des ANC, Umkhonto we Sizwe (MK), in Rivonia verhaftet. Obwohl er der MK-Führung nicht mehr angehörte, wurde er zusammen mit den wichtigsten ANC-Anführern im Rivonia-Prozess ab Oktober 1963 angeklagt. Die Anklage lautete auf Sabotage und Versuch des gewaltsamen Umsturzes. Im Juni 1964 wurde Kathrada wie die meisten anderen Angeklagten zu lebenslanger Haft verurteilt. Seine Haftzeit verbrachte er mit den Mitangeklagten auf der Gefängnisinsel Robben Island bei Kapstadt und ab 1982 im Pollsmoor Prison in Kapstadt, wohin auch die anderen Angeklagten gebracht worden waren. Während seiner Haftzeit erwarb er vier Bachelor-Grade der University of South Africa. Master-Studiengänge wurden ihm verwehrt. Er führte in dieser Zeit mehrere Tagebücher und Briefwechsel, die er heimlich sammelte und später teilweise veröffentlichte. Am 15. Oktober 1989 wurde Kathrada aus dem Gefängnis entlassen. Insgesamt hatte er 26 Jahre und drei Monate im Gefängnis verbracht.

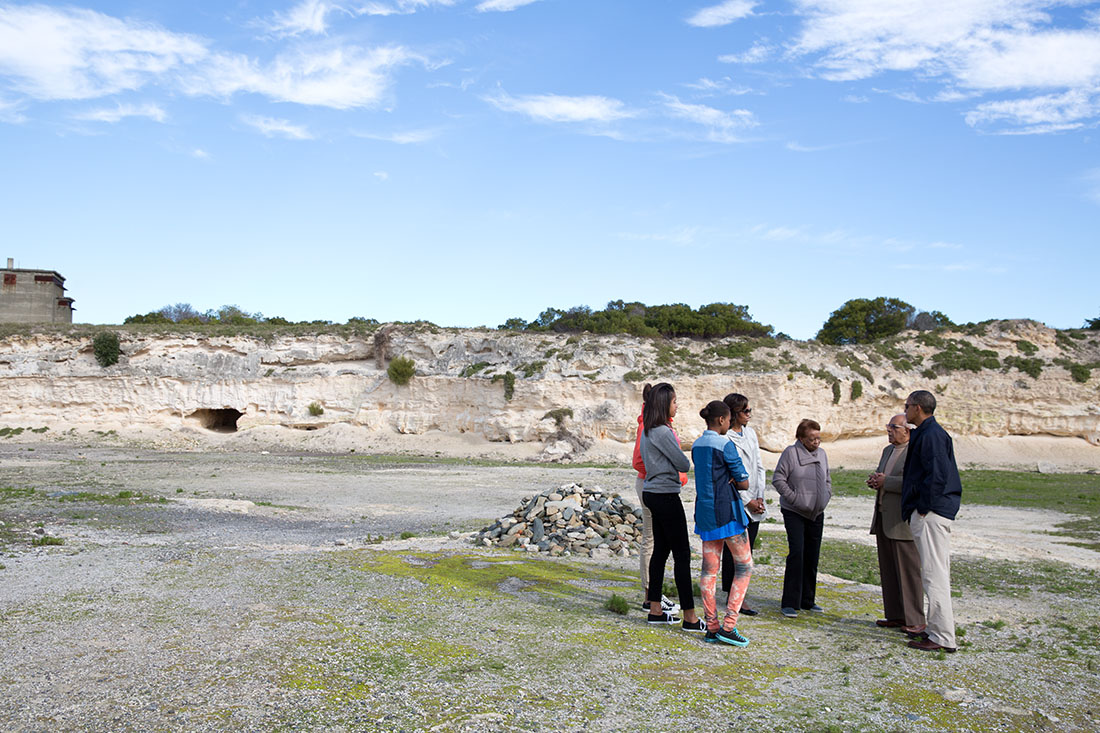
Kathrada (2. von rechts) mit Familie Obama auf Robben Island

Nachdem unter anderem ANC und SACP im Februar 1990 legalisiert worden waren, wurde Kathrada zum Mitglied in beiden Vorständen gewählt. Mit seiner Wahl zum National Executive Committee des ANC zog er sich 1991 aus dem Vorstand der SACP zurück. Im selben Jahr wurde er Leiter der Öffentlichkeitsarbeit des ANC. 1992 begab er sich auf den Haddsch. Kathrada wurde im April 1994 im Zuge der ersten freien Wahlen in Südafrika in das Parlament gewählt, im September 1994 ernannte ihn Präsident Mandela zum politischen Berater. 1997 verließ Kathrada den Vorstand des ANC, im Juni 1999 schied er aus der aktiven Politik aus. Stattdessen gründete er die Ahmed Kathrada Foundation, deren Motto Deepening Non-Racialism lautet (etwa: „Das Nicht-in-Rassen-Denken vertiefen“). Kathrada übernahm den Vorsitz des Robben Island Council, dessen Anliegen es ist, das Andenken der politischen Gefangenen lebendig zu halten. Er schrieb mehrere Bücher und führte Staatsgäste, darunter Barack Obama, über Robben Island. 2016 verfasste er einen Brief an den Präsidenten und Parteifreund Jacob Zuma, in dem er diesen wegen mehrerer Skandale zum Rücktritt aufforderte.
Kathrada war ab etwa 1990 mit Barbara Hogan liiert, die für den ANC von 2008 bis 2010 Gesundheitsministerin bzw. Ministerin für den öffentlichen Dienst war.

### Tod
Kathrada starb am 28. März 2017 an den Folgen einer Hirnoperation. Er wurde am Folgetag auf dem Heroes’ Acre des West Park Cemetery in Johannesburg beerdigt. An der Feier nahmen zahlreiche hochrangige Gäste teil, darunter die ehemaligen Präsidenten Thabo Mbeki und Kgalema Motlanthe und Vizepräsident Cyril Ramaphosa, auf Wunsch Hogans aber nicht Jacob Zuma. Landesweit wurde Trauerbeflaggung angeordnet.

## Ehrungen
- 1992 wurde Kathrada mit dem Isitwalandwe ausgezeichnet, die höchste Auszeichnung des ANC.
- Die Ehrendoktorwürde verliehen ihm die University of Massachusetts, University of Durban-Westville, University of Missouri, Michigan State University, University of Kentucky und die University of the Witwatersrand.
- 1999 wurde ihm von der südafrikanischen Regierung der Order for Meritorious Service in Gold verliehen.
- 2005 erhielt er vom indischen Ministry of Overseas Indian Affairs (deutsch etwa: Ministerium für überseeische Angelegenheiten Indiens) die hohe staatliche Auszeichnung Pravasi Bharatiya Samman.[3]
- 2016 wurde er zum Ehrenbürger von London ernannt.[12]

## Werke
- 1999: Letters from Robben Island. A selection of Ahmed Kathrada’s prison correspondance 1964–1989. Michigan University Press, Ann Arbor, ISBN 0-87013-527-9.
- 2004: Memoirs. Zebra Press, Kapstadt, ISBN 978-1-86872-918-0 (auch als: No bread for Mandela. Memoirs of Ahmed Kathrada, prisoner 468/64.)
- 2005: A free mind: Ahmed Kathrada’s notebook from Robben Island. Jacana Media, Johannesburg, ISBN 978-1-77009-124-5.
- 2008: A simple freedom: the story of Robben Island prisoner No 468/64. University of Kentucky Press, Lexington, ISBN 978-0-8131-6726-8 (mit Tim Couzens).